# Шифонад

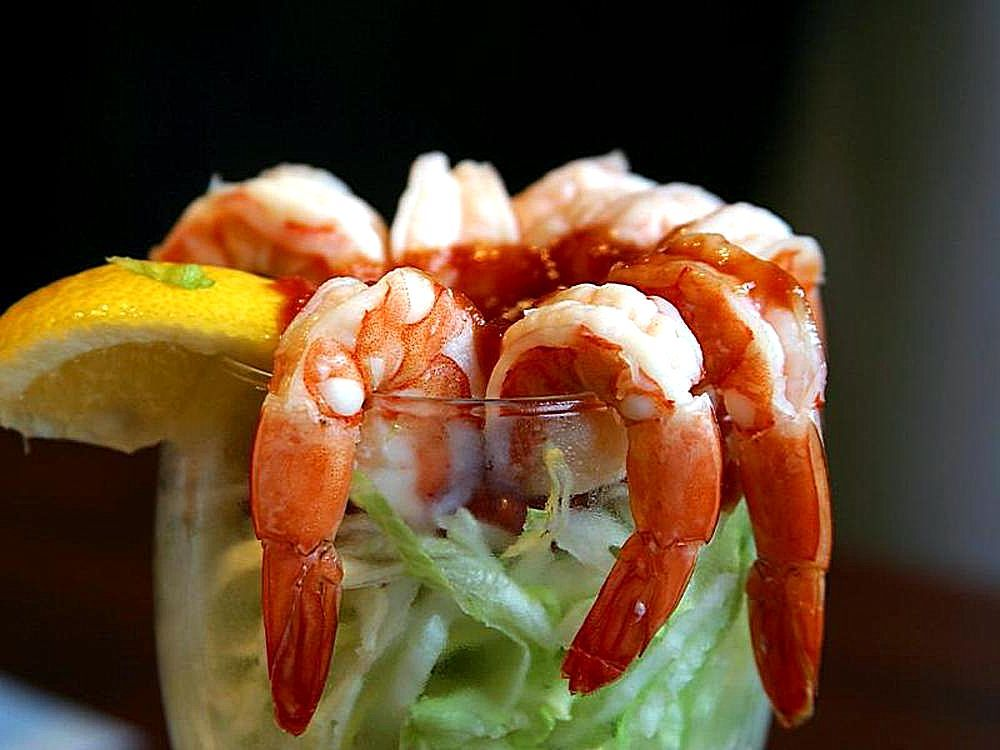
Шифонад из латука в салат-коктейле с креветками

Шифона́д (фр. chiffonnade, от фр. chiffon — «клочок») — кулинарная техника тонкой нарезки листовых овощей (салата-латука, щавеля, шпината, мангольда, лука-порея, лебеды, портулака, пастушьей сумки). Листья сворачивают в плотный рулон, нарезают перпендикулярно полосками не более 1 см шириной и пассеруют в сливочном масле либо бланшируют кипятком. Шифонад используется для украшения блюд, его добавляют в качестве нежного гарнира в прозрачные супы, подмешивают в пюреобразные гарниры. Шифонадом также называют суп с нарезанной таким образом зеленью.